# Norman Hall
Norman Hall (12 de outubro de 1897), foi um futebolista inglês que atuava como avançado.

## Carreira
Esteve no FC Porto durante nove temporadas, entre 1922 e 1931. No total, fez 71 jogos e marcou 57 golos, e venceu 8 títulos, incluindo um Campeonato de Portugal. Não conseguiu nenhuma internacionalização.

## Títulos
FC Porto
- 1 Campeonato de Portugal: 1924–25
- 7 Campeonatos do Porto[1]